# Freden i Pressburg
Freden i Pressburg blev indgået i Pressburg (Bratislava) den 26. december 1805 mellem Østrig og Napoleon 1.s Frankrig efter slaget ved Austerlitz. Det markerede enden på den tredje koalisionskrig.
Aftalen indebar, at Østrig afstod grevskabet Tirol og Vorarlberg til Bayern. Resten af Vorderösterreich måtte afstås til Baden og Württemberg. Områderne Venetien (Veneto), Dalmatien og Cattaro (Kotor), blev afstået til den napoleonske marionetstat Kongeriget Italien.
Ærkebispedømmet Salzburg samt Berchtesgaden kom under Østrig. Kejser Franz II blev tvunget til at anerkende Bonaparte som kejser og til at give afkald på titlen som tysk-romersk kejser året efter.